# Булак Павло Михайлович
Булак Павло Михайлович (нар. 9 вересня 1981 — 23 березня 2023) — солдат Збройних сил України.

## Життєвий шлях
Народився у Житомирі, закінчив ЗОШ №14. В 1999—2000 рр. навчався в Центрі професійно-технічної освіти м. Житомира на професії "Машиніст крана автомобільного". Далі продовжив навчання в Житомирському автодорожньому коледжі.
Захоплювався спортом, особливо сноубордом. Займався виготовленням пам'ятних знаків.
Із початком повномасштабної агресії РФ добровільно став до лав ЗСУ. 24 лютого 2022 був зарахований до 138-ого окремого батальйону територіальної оборони, згодом був переведений до в/ч а1302, 93-тої окремої механізованої бригади «Холодний Яр».

Героїчно загинув, обороняючи від атак російських найманців м. Бахмут, Донецька область. 
"Був одружений, разом з дружиною виховував доньку. Його батьки пішли з життя дуже рано. Павло був надзвичайно добрим і щирим. Він був другом для всіх. Нічого для себе, а все для інших. Для рідної сестри Інни Павло був всім, він для неї був світом", – розповідала директорка Житомирського міського центру соціальних служб Ольга Юрченко.
Похоронений в Житомирі 1 квітня 2023 року на Смолянському військовому кладовищі.

## Нагороди
Указом Президента України №753/2022 від 7 листопада 2022 року, нагороджений медаллю "Захисник Вітчизни"
Нагороджений відомчою відзнакою "Захисник Соледару" наказом командира в/ч а1302, 2023 року.